# Amerikanska Jungfruöarna i olympiska vinterspelen 1988
Amerikanska Jungfruöarna deltog i olympiska vinterspelen 1988. Amerikanska Jungfruöarnas trupp bestod av sex idrottare varav fyra var män och två var kvinna. Den äldsta i Amerikanska Jungfruöarnas trupp var Harvey Hook (50 år, 197 dagar) och den yngsta var Seba Johnson (14 år, 297 dagar).

## Resultat

### Alpin skidåkning
- Super-G damer
  - Seba Johnson - ?
- Slalom damer
  - Seba Johnson - 28

### Bob
- Två-Manna
  - Harvey Hook & Christopher Sharpless - 35
  - John Reeve & John Foster, Sr. - 38

### Rodel
- Singel damer
  - Anne Abernathy - 16